# Banka
Banka è una suddivisione dell'India, classificata come municipality, di 35.416 abitanti, capoluogo del distretto di Banka, nello stato federato del Bihar. In base al numero di abitanti la città rientra nella classe III (da 20.000 a 49.999 persone).

## Geografia fisica
La città è situata a 24° 52' 60 N e 86° 55' 0 E e ha un'altitudine di 78 m s.l.m..

## Società

### Evoluzione demografica
Al censimento del 2001 la popolazione di Banka assommava a 35.416 persone, delle quali 19.210 maschi e 16.206 femmine. I bambini di età inferiore o uguale ai sei anni assommavano a 5.597, dei quali 2.890 maschi e 2.707 femmine. Infine, coloro che erano in grado di saper almeno leggere e scrivere erano 19.618, dei quali 11.937 maschi e 7.681 femmine.